# داستان ترسناک آمریکایی: نمایش عجایب
داستان ترسناک آمریکایی: نمایش عجایب (انگلیسی: American Horror Story: Freak Show) چهارمین فصل از مجموعه تلویزیونی داستان ترسناک آمریکایی است.

## داستان
در ژوپیتر، فلوریدا در سال ۱۹۵۲، دوقلوهای بهم پیوسته بت و دات تاتلر پس از یافتن شیر مادر در بیمارستان، نزدیک مادرشان که به طرز وحشیانه ای کشته شد، آنها را به بیمارستان منتقل کردند. انتشار اخبار در مورد وجود این دوقلوها، صاحب نمایش محلی کارناوال، اسباب بازی‌های الکس، تلاش برای جذب آنها برای پیوستن به گروه خود. هرچند شک و تردید، دوقلوها با هم توافق دارند. جیم دارلینگ، پسری با سندیکا و مادرش اتل دارلینگ، بانوی ریش دار. در همین حال، توئیستی، دلقک قاتل، دوست پسر یک دختر نوجوان و پدر و مادر یک پسر جوان را به قتل می‌رساند و پسر جوان و دختر نوجوان را در یک اتوبوس قدیمی زندانی می‌کند. جیمی کارآگاه را پس از تهدید به دستگیری دوقلوها به دلیل قتل مادرشان، می‌کشد. گروه السا اولین نمایش خود را با بت و دات به عنوان «دوقلوهای سیامی» به نمایش می‌گذارند، فقط دو نفر در آنجا حضور دارند، گلوریا مات، یک فرد ثروتمند اما کم عمق و پسر او، دندی، که آشفته آشفته‌است. دندی برای خرید بت و دات با السا معامله می‌کند، اما دوقلوها امتناع می‌کنند. بعداً السا به ایتل گفت که او دوقلوها را برای جلب توجه بیشتر نمایش و افزایش شهرت خود به داخل خانه آورده‌است. در حالی که السا برای تختخواب آماده می‌شود، مشخص شد که او یک فرد قطع عضو است، زیر پا و زیر زانو است.